# Guyana i olympiska spelen
Guyana deltog första gången vid olympiska sommarspelen 1948 i London, då som kolonin Brittiska Guyana, och har sedan dess varit med vid varje olympiskt sommarspel förutom vid spelen 1976 i Montréal. De har aldrig deltagit vid de olympiska vinterspelen.
Guyana har vunnit en medalj, den vanns av Michael Anthony i boxning vid de olympiska sommarspelen 1980 i Moskva.

## Medaljer
| Guld | Silver | Brons | Totalt antal medaljer |
| ---- | ------ | ----- | --------------------- |
| 0    | 0      | 1     | 1                     |

### Medaljer efter sommarspel
| Spel                                    | Guld        | Silver      | Brons       | Totalt      |
| London 1948                             | 0           | 0           | 0           | 0           |
| Helsingfors 1952                        | 0           | 0           | 0           | 0           |
| Melbourne 1956 (ryttarspel i Stockholm) | 0           | 0           | 0           | 0           |
| Rom 1960                                | 0           | 0           | 0           | 0           |
| Tokyo 1964                              | 0           | 0           | 0           | 0           |
| Mexico City 1968                        | 0           | 0           | 0           | 0           |
| München 1972                            | 0           | 0           | 0           | 0           |
| Montréal 1976                           | Deltog inte | Deltog inte | Deltog inte | Deltog inte |
| Moskva 1980                             | 0           | 0           | 1           | 1           |
| Los Angeles 1984                        | 0           | 0           | 0           | 0           |
| Seoul 1988                              | 0           | 0           | 0           | 0           |
| Barcelona 1992                          | 0           | 0           | 0           | 0           |
| Atlanta 1996                            | 0           | 0           | 0           | 0           |
| Sydney 2000                             | 0           | 0           | 0           | 0           |
| Aten 2004                               | 0           | 0           | 0           | 0           |
| Peking 2008                             | 0           | 0           | 0           | 0           |
| London 2012                             | 0           | 0           | 0           | 0           |
| Totalt                                  | 0           | 0           | 1           | 1           |

### Medaljer efter sporter
| Sport   | Guld | Silver | Brons | Totalt |
| Boxning | 0    | 0      | 1     | 1      |
| Totalt  | 0    | 0      | 1     | 1      |